# Bisdom San Ignacio de Velasco
Het bisdom San Ignacio de Velasco (Latijn: Dioecesis Sancti Ignatii Velascani) is een rooms-katholiek bisdom met als zetel San Ignacio de Velasco, in Bolivia. Het bisdom is suffragaan aan het aartsbisdom Santa Cruz de la Sierra. 

## Geschiedenis
Het bisdom werd opgericht op 27 januari 1930, als het apostolisch vicariaat Chiquitos, uit delen van het bisdom Santa Cruz de la Sierra, en viel als immediatum direct onder de Heilige Stoel, zonder te behoren tot een kerkprovincie. Op 3 november 1994 werd het verheven tot bisdom, met de naam bisdom San Ignacio de Velasco, en werd suffragaan aan het aartsbisdom Santa Cruz de la Sierra. 

## Parochies
Het bisdom had in 2020 een oppervlakte van 197.000 km2 en telde 243.000 inwoners waarvan 97,4% rooms-katholiek was.

## Ordinarii

### Apostolisch vicarissen
- Berthold Bühl (3 januari 1931 - 21 november 1942)
- Juan Tarcisio Senner (25 februari 1942 - 1948)
- José Calasanz Rosenhammer (12 mei 1949 - 21 augustus 1974)

### Bisschoppen
- Federico Bonifacio Madersbacher Gasteiger (21 augustus 1974 - 29 juli 1995; coadjutor sinds 9 april 1970)
- Carlos Stetter (29 juli 1995 - 4 november 2016; hulpbisschop sinds 3 oktober 1987, coadjutor sinds 7 januari 1995)
- Robert Herman Flock (4 november 2016 - heden)
  - Fernando Bascopé Müller (hulpbisschop: 29 juni 2022 - heden)

## Galerij van afbeeldingen

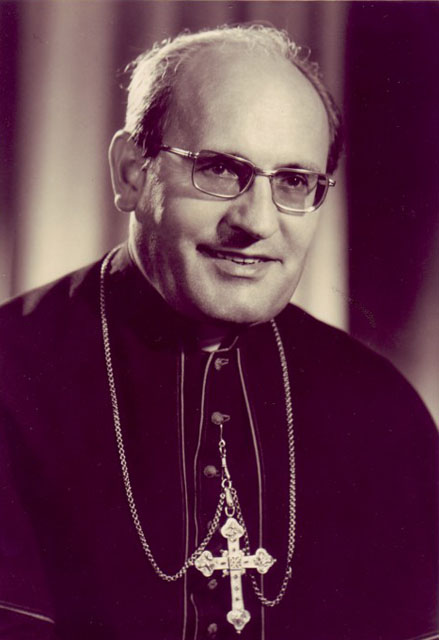
Bisschop Federico Bonifacio Madersbacher Gasteiger (1974-1995)
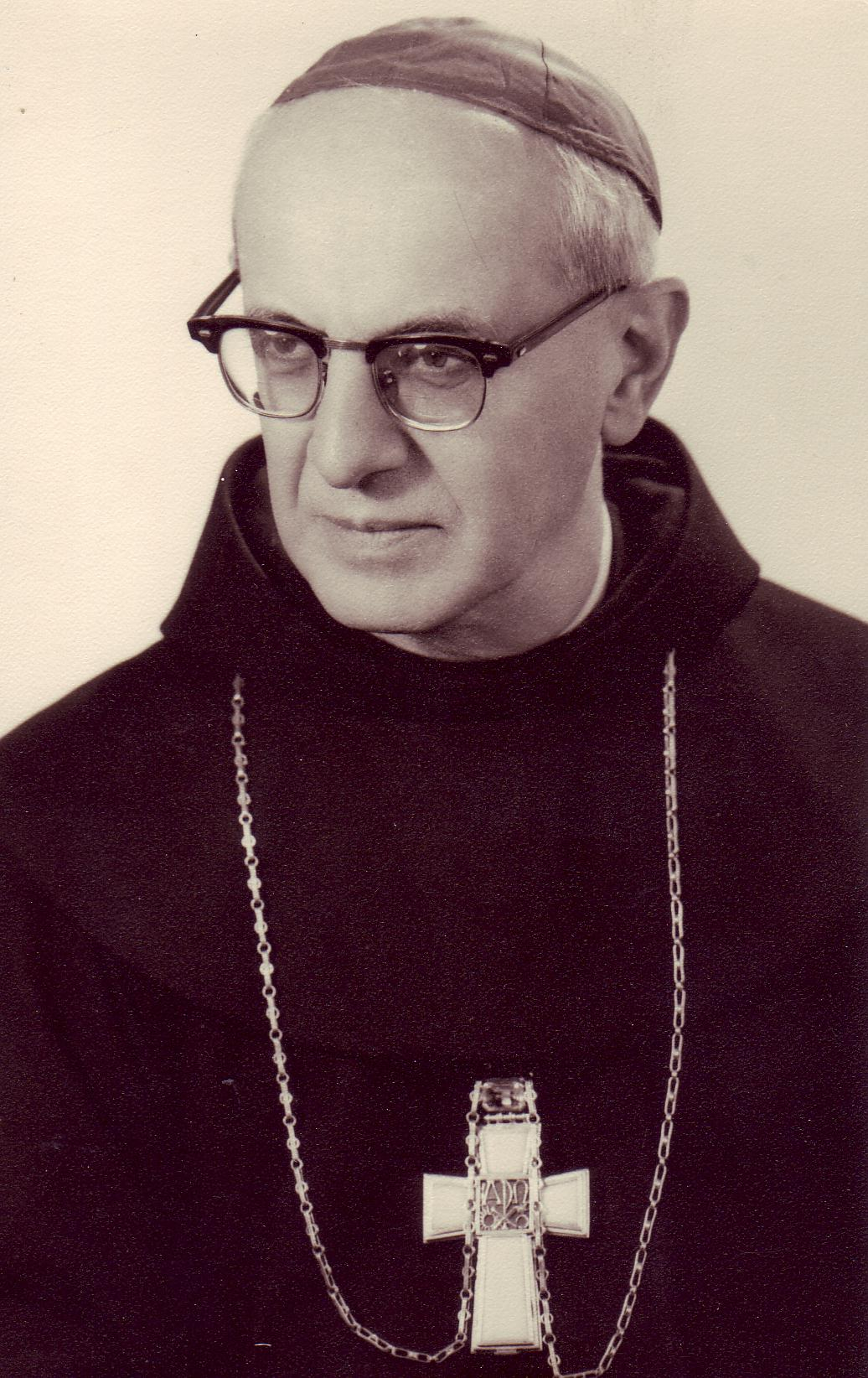
Apostolisch vicaris José Calasanz Rosenhammer (1949-1974)

Santa Cruz de la Sierra (aartsbisdom) · San Ignacio de Velasco